# Mary Lee
Mary Lee (de soltera Walsh) (Condado de Monaghan, Irlanda, 14 de febrero de 1821-18 de septiembre de 1909, Adelaida, Australia) fue una sufragista y reformadora social irlandesa-australiana del sur de Australia.

## Biografía
Una biografía de 2018 brinda detalles de su vida en Irlanda, especialmente sobre su dirección de una escuela para niñas.
Su hijo Ben se mudó a Adelaida, Australia del Sur . Cuando enfermó en 1879, Mary Lee, ya viuda, y su hija, Evelyn, también emigraron a Adelaida. Viajaron en el viaje inaugural del vapor Orient . Su hijo, Ben, murió el 2 de noviembre de 1880.

### Australia

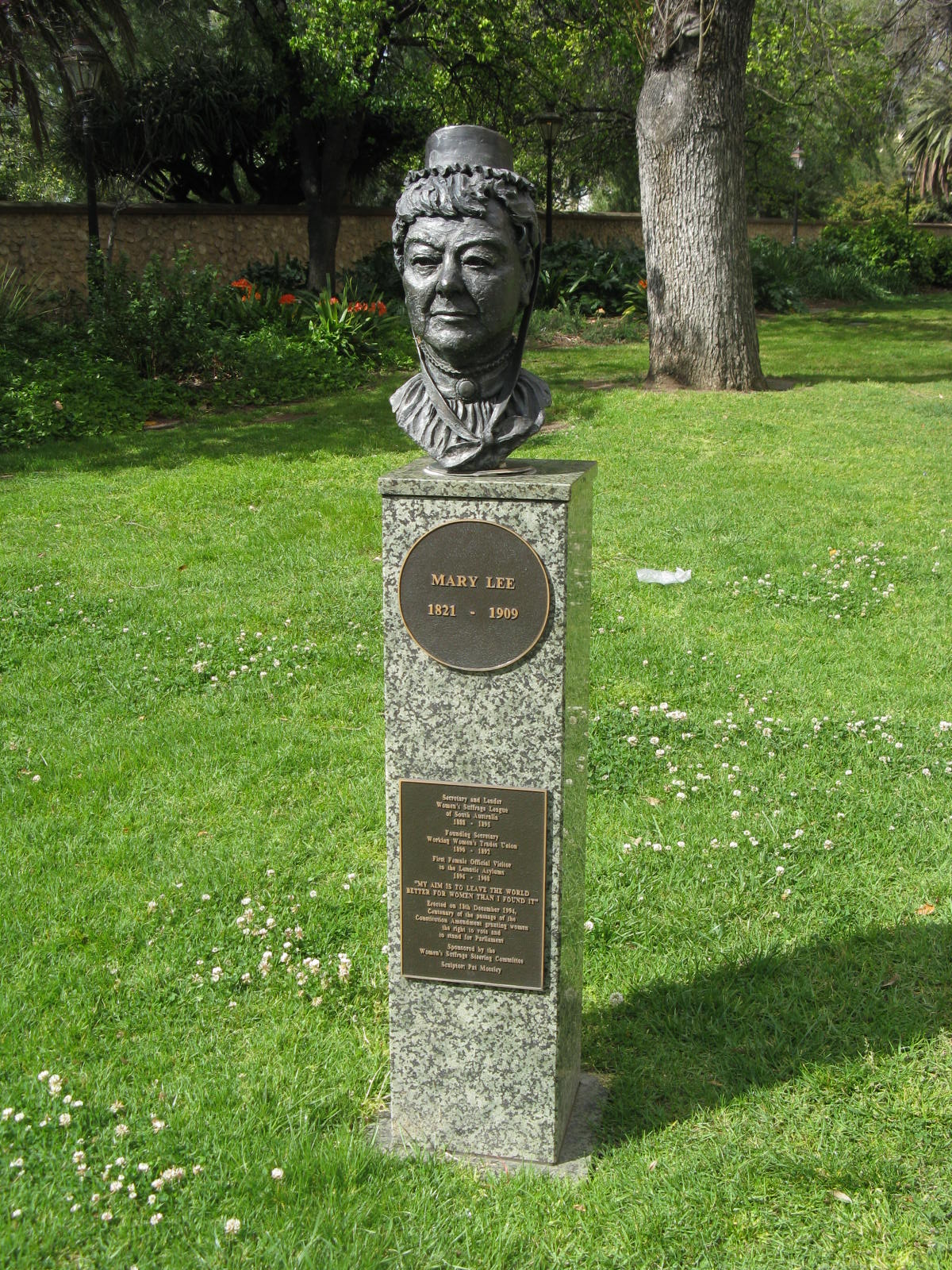
Busto, North Terrace, Adelaida.

En 1883, Mary Lee participó activamente en el comité de damas de la Social Purity Society. 
La Sociedad abogó por cambios en la ley relacionada con el estatus social y legal de las mujeres jóvenes, abogando por el fin del trabajo infantil para proteger a las niñas del abuso y evitar que se convirtieran en prostitutas o novias infantiles. El éxito del grupo fue un pasaje en la Ley de Enmienda de Consolidación de la Ley Penal de 1885 que elevó la edad de consentimiento de 13 a 16 años. Permitiendo la protección de mujeres jóvenes, esta ley  hizo ilegal que un hombre tuviera relaciones sexuales con una niña menor de 16 años.
La Social Purity Society también se preocupaba por las condiciones laborales de las mujeres. En 1885 comenzaron a hacer campaña por los derechos de los trabajadores. En diciembre de 1889, en una reunión pública, Mary Lee propuso la formación de un sindicato de mujeres. El Sindicato de Mujeres Trabajadoras fue fundado en 1890, Mary Lee fue la secretaria del sindicato durante dos años. 
En 1893, asistió a las reuniones del Consejo de Comercio y Trabajo y formó parte del subcomité que examinó las condiciones en la industria de la confección y del Comité de Mujeres y Niños en Desastres que distribuyó ropa y alimentos a las familias afectadas por la depresión económica de la década de 1890.
El 13 de julio de 1888, la Social Purity League y otras se reunieron y formaron la South Australian Women's Suffrage League . Fue co-secretaria honoraria de la Liga y durante seis años y medio luchó por el sufragio femenino. Sus propias cartas e informes de sus discursos muestran que era una mujer astuta y lógica, que empleaba argumentos sólidos, ingenio y humor en su correspondencia y al hablar en público. 
En 1889 escribió:
Esposos, hermanos, padres, tengan presente que es deber de todo hombre libre dejar a sus hijas tan libres como a sus hijos. -como las mujeres ayudan a mantener el gobierno, tienen derecho a decir cómo y por quién serán gobernadas. La civilización del siglo XIX ha concedido a la mujer el mismo estatus político que al idiota y al criminal. Tal es la base de nuestra reverencia por la persona de la mujer y de nuestra estimación de su trabajo.

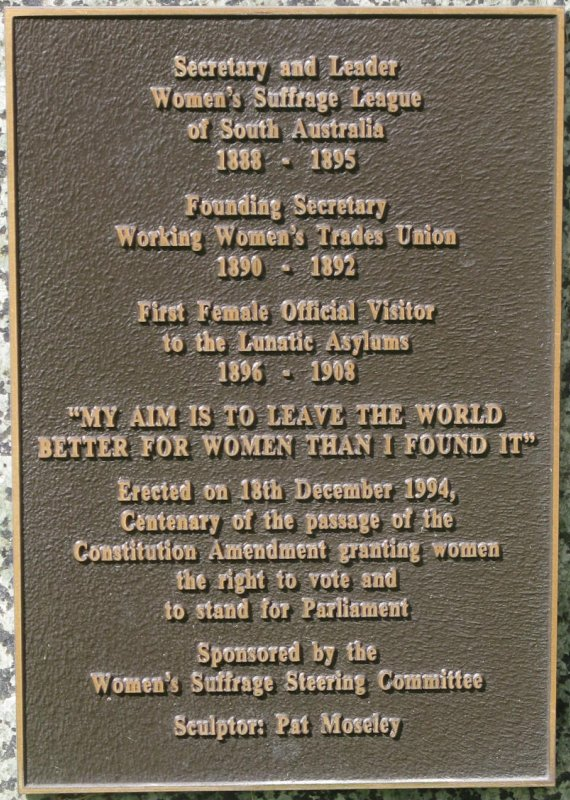

Mary Lee participó además activamente en la defensa de los derechos de la clase trabajadora, publicando los siguientes pensamientos en The Barrier Miner con respecto a la huelga de mineros de Broken Hill de 1892:
. . . Señor, esta huelga tiene una característica que la hace más profundamente interesante que cualquiera de sus predecesoras... que debe asegurarle una página destacada y distinguida cuando se escriba la historia de estas colonias. Es que las mujeres de Broken Hill son el primer gran grupo de mujeres trabajadoras que han alzado sus voces en protesta unida contra la flagrante injusticia de que 'la constitución actual no les permitirá tener voz en la elaboración de las leyes'. . .' 
Entre 1889 y 1893 los proyectos de ley para otorgar el sufragio femenino se presentaron en el parlamento de Australia del Sur aunque todos fracasaron. Impulsadas por la concesión del sufragio femenino en Nueva Zelanda, la Social Purity League, la Woman's Christian Temperance Union y la Democratic League viajaron por todo el sur de Australia, que incluía el Territorio del Norte en ese momento, recolectando firmas en una petición. El 23 de agosto de 1894, cuando se leyó la Ley de Sufragio de Adultos en el parlamento de Australia Meridional, las mujeres presentaron la gran petición. Petición que contenía 11.600 firmas, en hojas de papel de toda la colonia, que habían sido pegadas para formar un rollo de 122 metros de largo. El proyecto de ley aprobado el 18 de diciembre de 1894 otorgó a las mujeres el derecho a votar y presentarse al parlamento, y Australia del Sur fue la primera legislación en todo el mundo en hacerlo. Una vez que las mujeres tuvieron el voto, Mary Lee participó activamente en la educación electoral, alentando a las mujeres a inscribirse y votar. Cuando cumplió 75 años, 60.000 mujeres se habían inscrito para votar. En 1895 fue nominada para presentarse al parlamento, pero se negó.
Fue nombrada para el puesto honorario de la única mujer visitante oficial de los Asilos Lunáticos en 1896. Durante esta última parte de su vida, Mary Lee tuvo problemas financieros y tuvo que vender su biblioteca. Continuó manteniendo correspondencia con mujeres en otros estados australianos donde aún no se había concedido el sufragio.
Murió en 1909 de pleuresía después de la influenza y fue enterrada con su hijo Ben. 

## Premios y reconocimientos
- Mary Lee Close en el suburbio de Bonython en Canberra lleva su nombre.[7]

- En 1994, para conmemorar el centenario de la emancipación de las mujeres en el sur de Australia, se le otorgó el reconocimiento de heroína nacional. La Casa de la Moneda emitió una moneda de prueba especial en su honor.[8]
- En 2001 Victorian Honour Roll of Women, premio a las activistas de la comunidad australiana.
- En 2018 se publicó una biografía completa de Mary Lee por Denise George.[2][8]